# Wojciech Kukuczka
Wojciech Kukuczka (ur. 20 kwietnia 1973 w Rybniku) – polski koszykarz występujący na pozycji środkowego.

## Osiągnięcia
Klubowe
- Wicemistrz Polski (1993)
- Wywalczył 2-krotnie awans do PLK (1997 z Treflem Sopot, 2007 z Górnikiem Wałbrzych)

Indywidualne
- Uczestnik meczu gwiazd PLK (1996)[1]
- Lider I ligi w skuteczności rzutów wolnych (2007 – 90,8%)[2]

Reprezentacja
- Uczestnik mistrzostw Europy U-18 (1992 – 9. miejsce)